# Beatelund

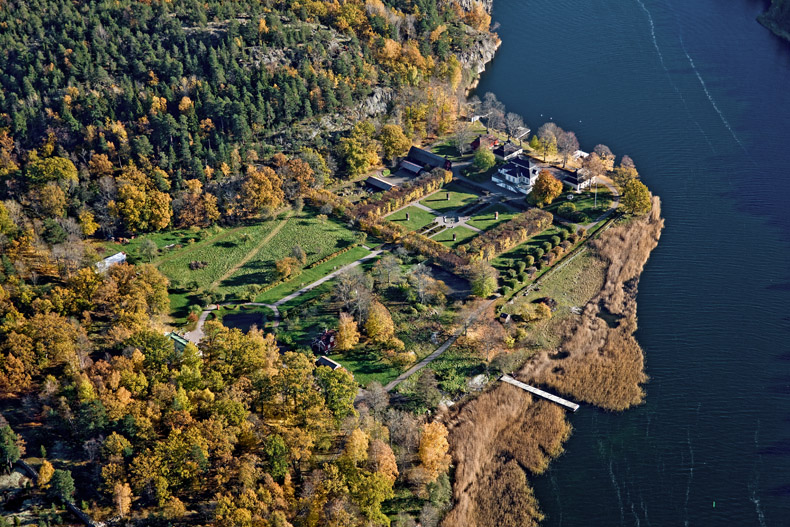
Beatelund från luften i oktober 2010.

Beatelund är en herrgård i Ingarö socken, Värmdö kommun, Stockholms län. Beatelund ligger på Värmdön vid Kolström nära Baggensfjärden. Beatelunds säteri är idag en av Sveriges bäst bevarade anläggningar från den karolinska tiden. Beatelund visas för grupper efter anmälan men är i övrigt inte öppet för allmänheten. Beatelunds säteri ägs idag av Sten Westerberg & Co AB, medan den närliggande Beatelunds gård ägs av familjen Peder Wallenberg. Säteriet omfattar huvudbyggnaden med omgivande park, medan Beatelunds gård omfattar närliggande stall, skog och Storängsudd. Mer information återfinns på www.beatelund.se

## Historik
Området var troligen bebott redan under forntiden som ett gravfält på Storängsudd strax nordväst om dagens huvudbebyggelse kan vittna om. Här ligger sedan 1936 Storängsudds naturreservat med 25 fornlämningar som består av en gravhög och omkring 17 runda stensättningar samt fem rektangulära stensättningar. Lite längre österut, på Stockholmsberget, kan det har funnits platsen för en vårdkase. Vid den tiden gick strandlinjen längre in mot land och flyttades under århundradens gång genom landhöjningen till dagens läge.

### Beatelund under Rålamb

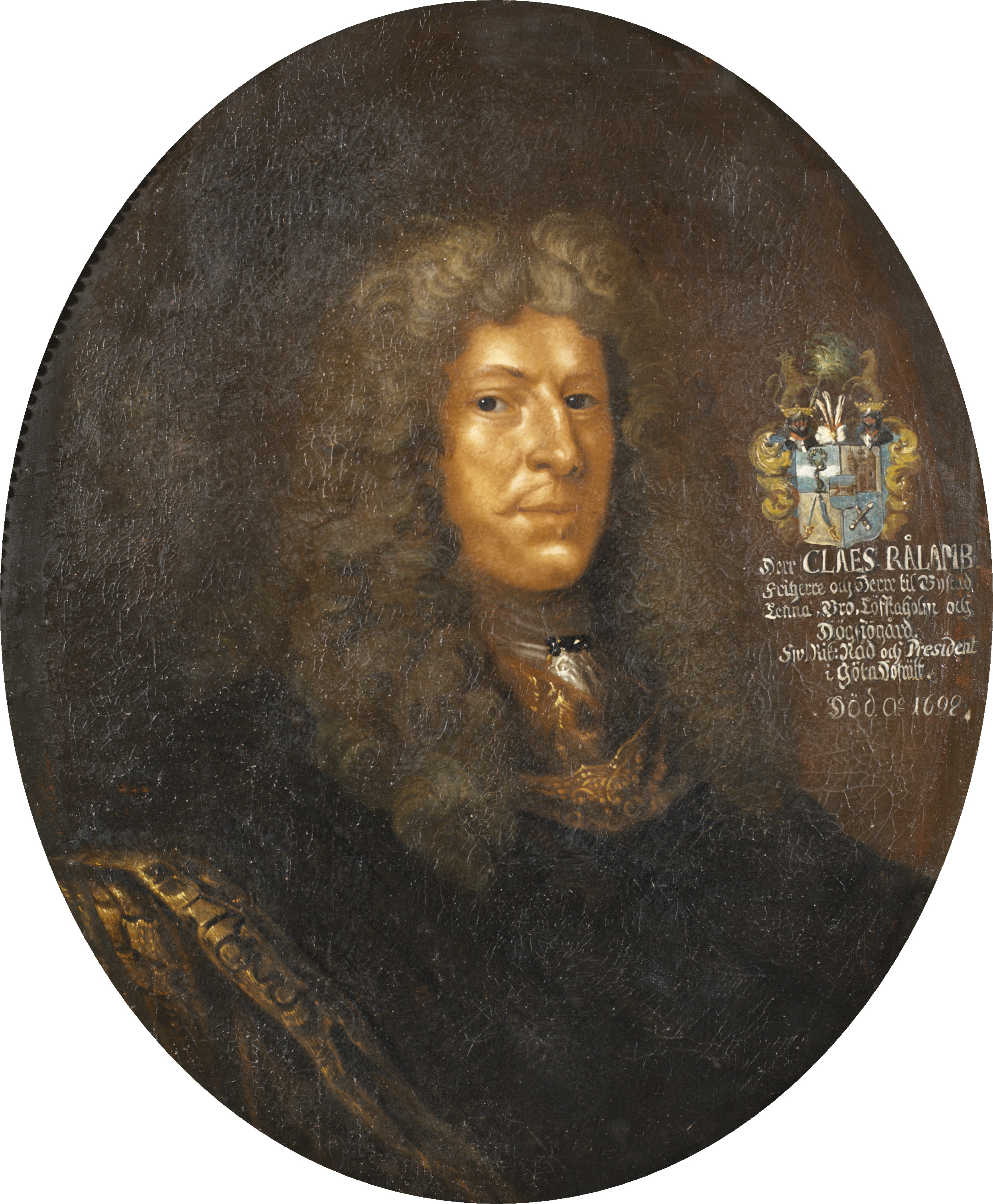
Byggherren Rålamb.

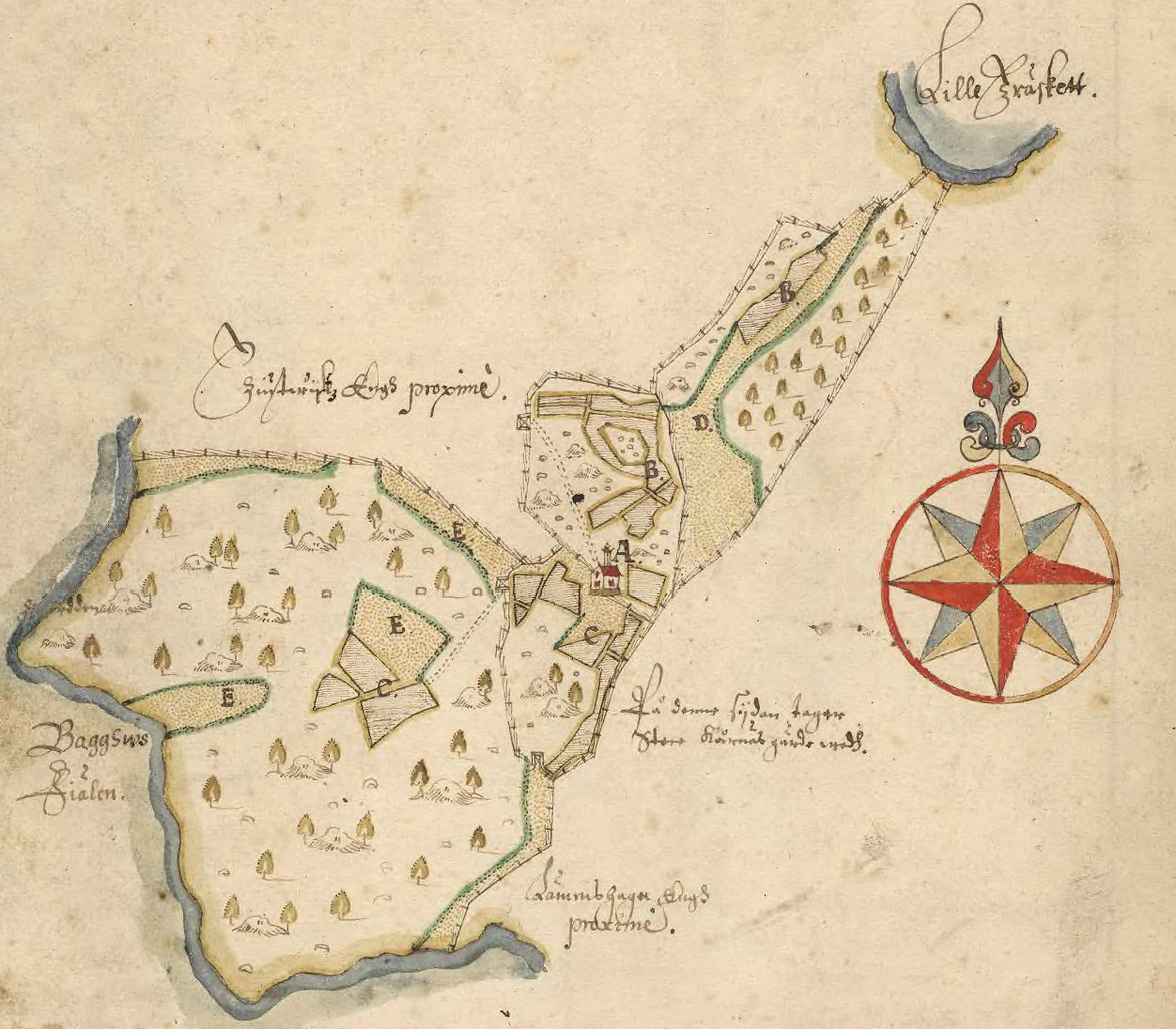
Lilla Kårnäs (litt. A), karta från 1630.

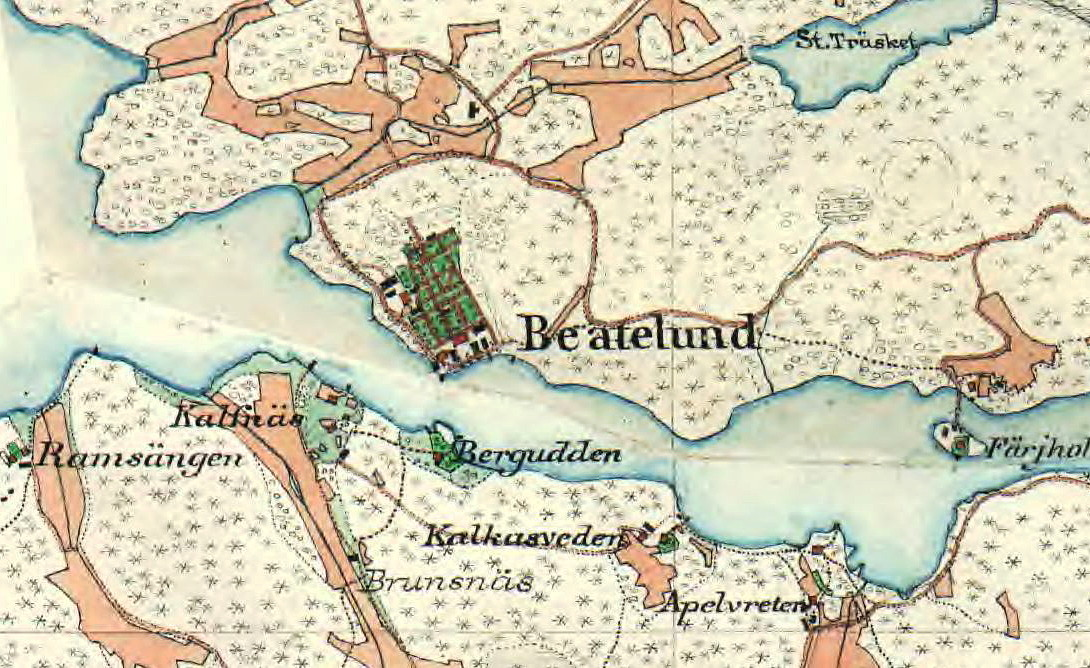
Beatelund kring sekelskiftet 1900.

Beatelund skapades på 1670-talet av riksrådet Clas Rålamb, som lade samman flera gårdar på Farstalandet, bland dem Stora och Lilla Kårnäs, för att bilda ett stort godskomplex. Rålamb uppkallade stället efter sin andra hustru Beata Soop som avled 1672. Stora Kårnäs, som beboddes vid mitten av 1600-talet av generalkamreren Mårten Pedersson (adlad Blixencron), blev säteriets huvudgård och bebyggdes  ståndsmässigt av Rålamb. 
Lilla Kårnäs är redovisat på en karta från 1630. Den gamla bytomten ligger ungefär 850 meter norr om dagens huvudbyggnad. Platsen för den nya mangården var välvald och låg på en svag södersluttning vid vattnet på en dittills obebyggd del av Lilla Kårnäs. Rålamb lät även anlägga den ännu existerande barockträdgården. Det enda sättet att nå gården vid den tiden var via vattenvägen. Fortfarande på 1920-talet utgjordes landförbindelsen av backiga och tidvis ofarbara skogsvägar. 
Den ursprungliga anläggningen, som var betydligt större än dagens säteri, tillskrivs arkitekt Jean de la Vallée. Ritningarna återfanns av Beatelunds nuvarande ägare, Sten Westerberg, i Nordiska museets arkiv. (Fyndet skedde i samband med att han skrev sin biografi om Clas Rålamb.) Gårdens bebyggelse bestod av en tvåvånings huvudbyggnad, fem flygelbyggnader, en skeppsgård, och en liten hamn. (Rålamb bebyggde under 1660-talet även sin sätesgård Länna i Almunge socken, Uppland. I Nordiska museet förvaras även planritningar till Länna av samma hand som beatelundsritningarna). Beatelund förstördes under rysshärjningarna 1719. Huvudbyggnaden brändes ner till grunden så att bara källarvalven stod kvar. Flyglar och ladan förstördes likaså ( även om traditionen gjort gällande att ladan skonades).  Ryssarna lämnade spår efter sig i form av så kallade ryssugnar vars rester påträffas i Storängsudds naturreservat.

### Beatelund under Cederström
Nuvarande corps-de-logi återuppfördes på 1720-talet för friherre Bror Classon Rålamb och dennes svärson, friherren och riksrådet Olof Cederström, som 1719 gift sig med Bror Rålambs enda dotter. Därefter gick gården i arv i sex generationer, från och med 1791 som fideikommiss, inom ätten Cederström. Till fideikommisset hörde även gården Ektorp i Västerhaninge socken. Fideikommissarien (äldste sonen) hette alltid Anders. Den siste fideikommissarien på Beatelund var filosofie licentiat Anders Cederström (1865-1921). Dennes yngre bror var den kände "flygarbaronen" Carl Cederström. Under Cederströmmarnas tid förändrades gården inte nämnvärt. 1917 såldes Beatelund med Kungl. Maj:ts tillstånd till bankdirektören Carl Frisk som styckade egendomen och sålde huvudbyggnaden med park och en mindre del av skogen (Beatelunds säteri) till legationssekreteraren Carl Reuterskiöld.

### Beatelund under Westerberg

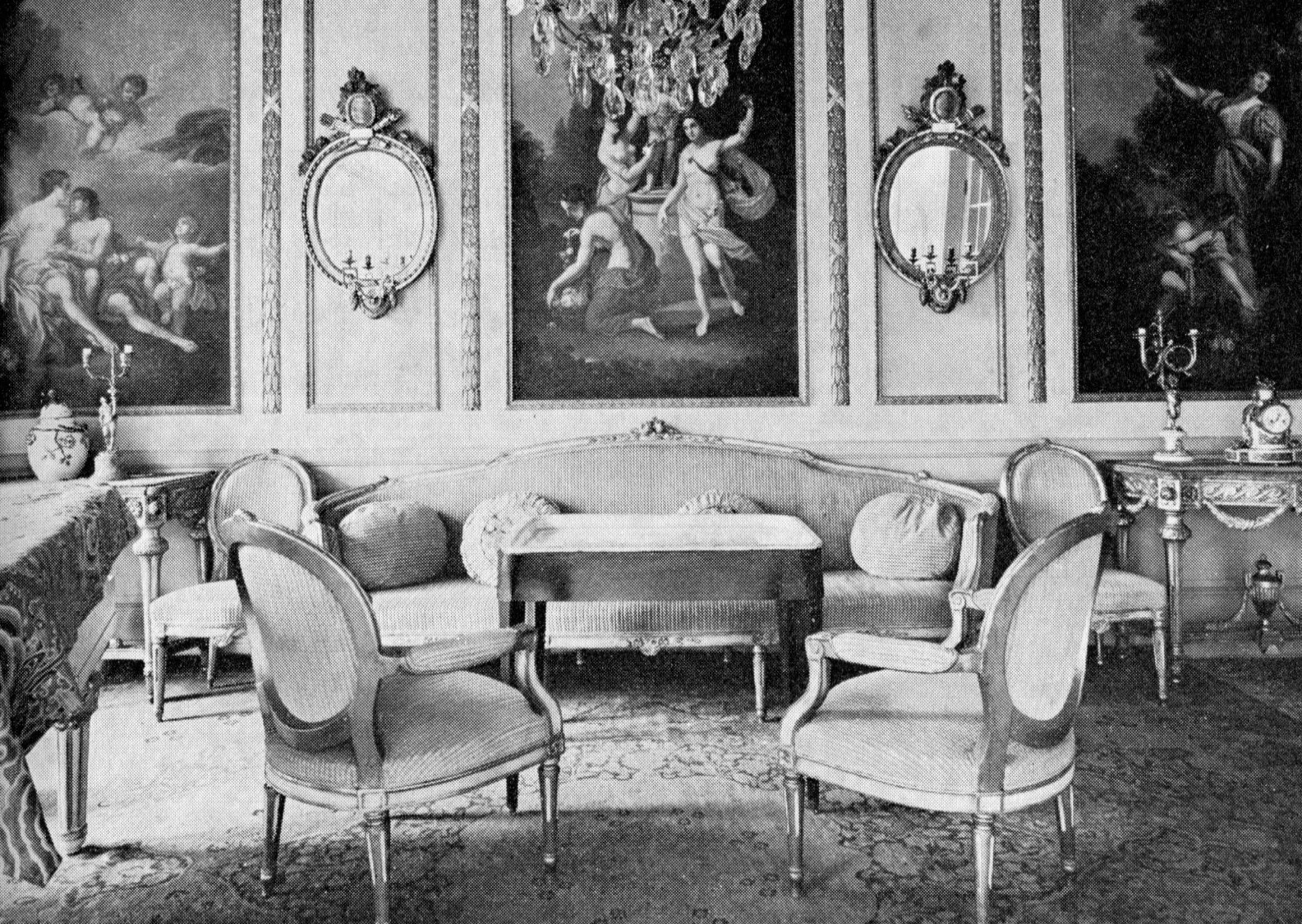
Salongen i Fåfängan, 1967.

År 1923 köptes Beatelund av industrimannen Sten Westerberg. Huvudbyggnaden, flyglar och lusthus restaurerades pietetsfull av Westerberg och barockträdgården sattes i stånd efter mönster av originalritningarna från 1670-talet. Beatelunds trädgård är idag, vid sidan om Sandemar, den bäst bevarade och rikast utsmyckade barockanläggningen i Mellansverige. Med familjen Westerberg inleddes en ny konstnärlig era. Här skapades ett av Sveriges vackraste och mest exklusiva samlarhem. 
Sten Westerberg tog även initiativ till att Storängsudds skärgårdslandskap skulle förbli orört. Han önskade att området skulle fridlysas och motiverade sin önskan som följer: "Om också hela skärgården bleve exploaterad och nedskräpad så vill jag att Stockholmarna ändå ha något minne av hur vacker deras skärgård en gång var". Så bildades den 29 oktober 1936 Storängsudds naturreservat som omfattar knappt 11 hektar mark och är kommunens äldsta naturreservat.
Efter Sten Westerbergs död 1956 ärvdes anläggningen av barnen Birgit  (1909–1977), Malin (1911–1972), Bo (1913–1991) och Jan (1917-1994). Bo och hans son Sten har successivt löst ut övriga ägare och sedan 1984 bebos gården av Birgitta och Sten Westerberg,  med familjer.

## Bebyggelsen

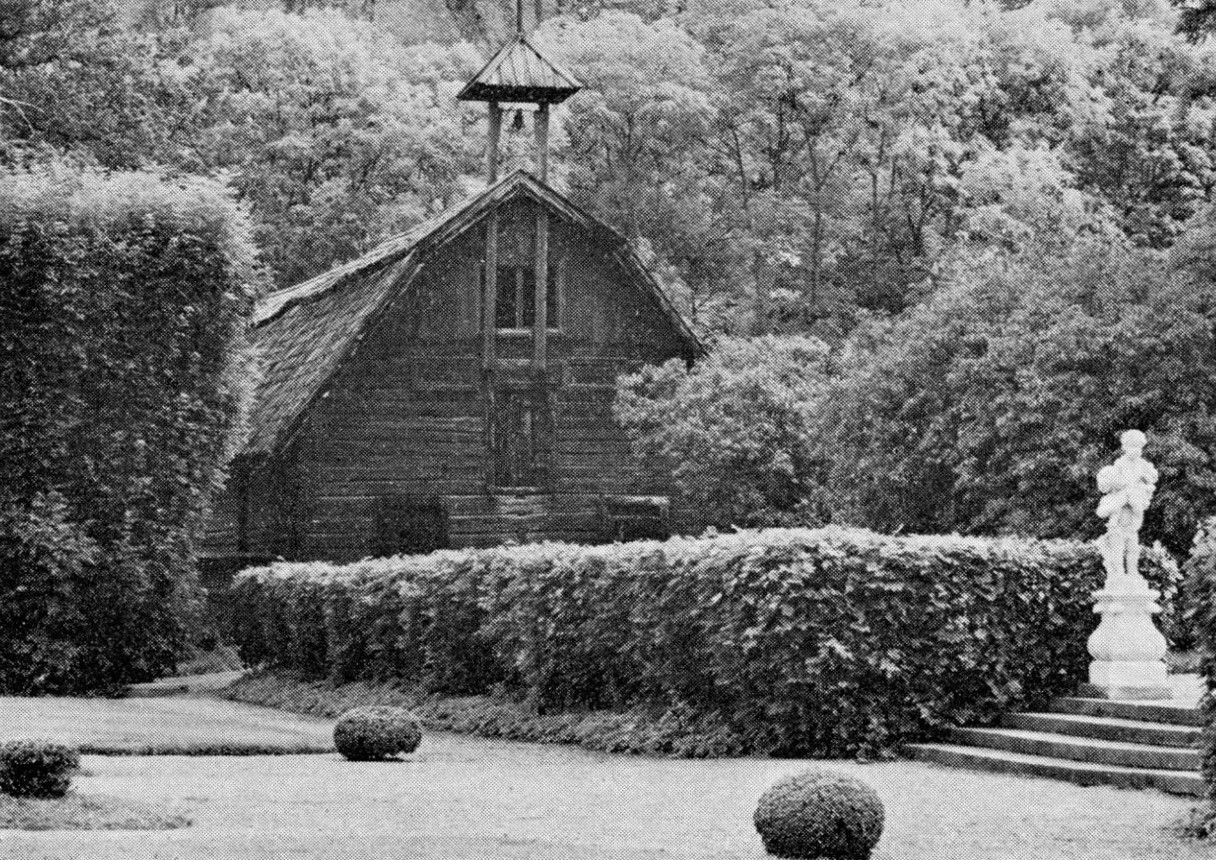
Röda stallet med vällingklocka. Foto från 1967.

Beatelunds huvudbebyggelse ligger väl samlad i slutet av en cirka 400 meter lång centralaxel, där Baggensfjärdens vatten vidtar. Corps de logi är ett envånings reveterat trähus i karolinsk stil med gulmålade fasader under ett brant plåttäckt säteritak. Mot söder finns en bred fronton med ett bågfönster över mittpartiet som är tillkommet efter 1930. 
Huvudbyggnaden flankerades ursprungligen av fyra fristående flyglar. Tre stycken är bevarade (två i öster och en i väster). Flyglarna närmast huvudbyggnaden har putsade och gulmålade fasader medan den tredje flygeln är ett rödmålat timmerhus. Ursprungligen var samtliga byggnader rödfärgade, pilasterindelade timmerhus. Reveteringen utfördes sannolikt under slutet av 1700-talet.
I parken återfinns även den knuttimrade rödmålade stallängan med vällingklocka. På 1930-talet fick Beatelund en ny byggnad, festpaviljongen Fåfängan gestaltad i gustaviansk stil. Den är, liksom den återuppförda kinesiska paviljongen, ritad av Ragnar Hjort. Där ordnas sommartid konserter och middagar. 
Bland interiören i huvudbyggnaden kan nämnas matsalen med ursprungligt målat tak. Även vardagsrummet har ett dekorativt tak. Båda  målade omkring 1730 av Johan Nordman i Jean Bérains stil. Taken togs fram vid en restaurering på 1930-talet. Ursprungligen hade samtliga tak i bottenvåningen liknande målningar men endast i vardagsrummet och matsalen är de bevarade. En kopia av sängkammarens delvis förstörda takmålning återskapades i den västra flygelns (kavaljersflygelns) sal. En del interiörer hämtade Westerberg från annat håll. Exempelvis kommer spisen i hallen från Tureholms slott och några eleganta gustavianska kakelugnar hämtades från Lilla Sickla i Nacka.

## Bilder

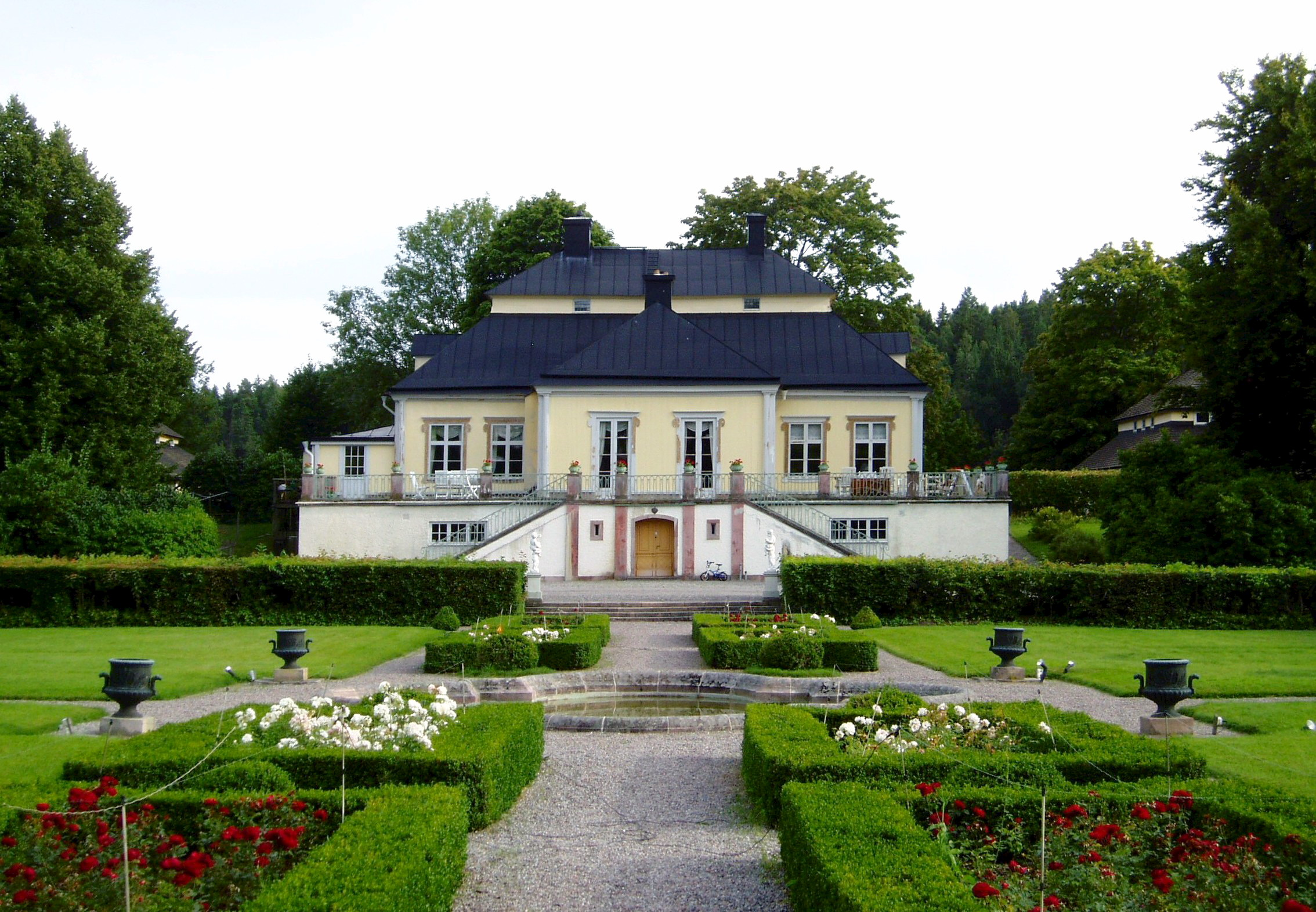
Beatelund, huvudbyggnaden från norr, 2012.
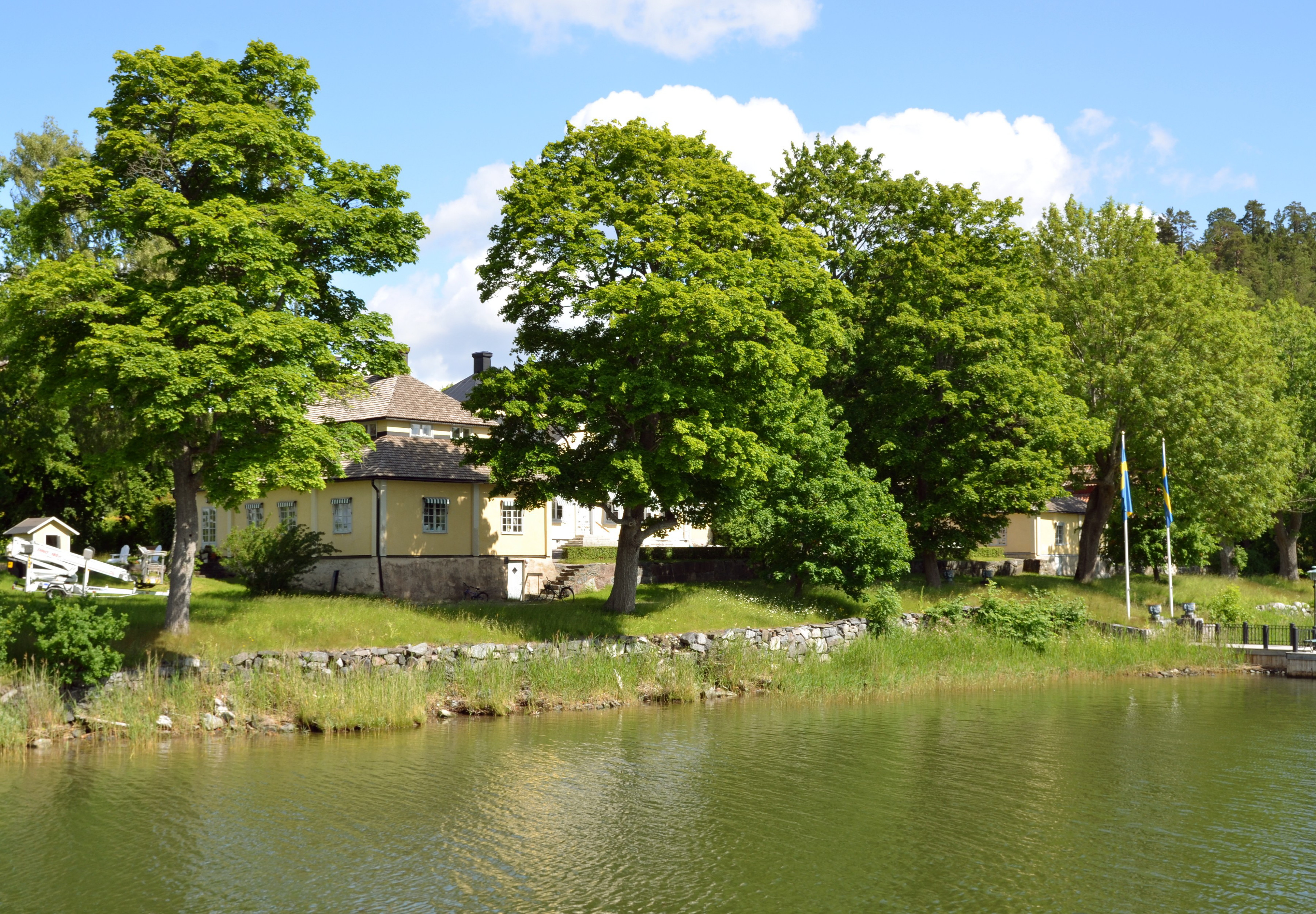
Beatelund, västra och östra flygeln från söder, 2012.
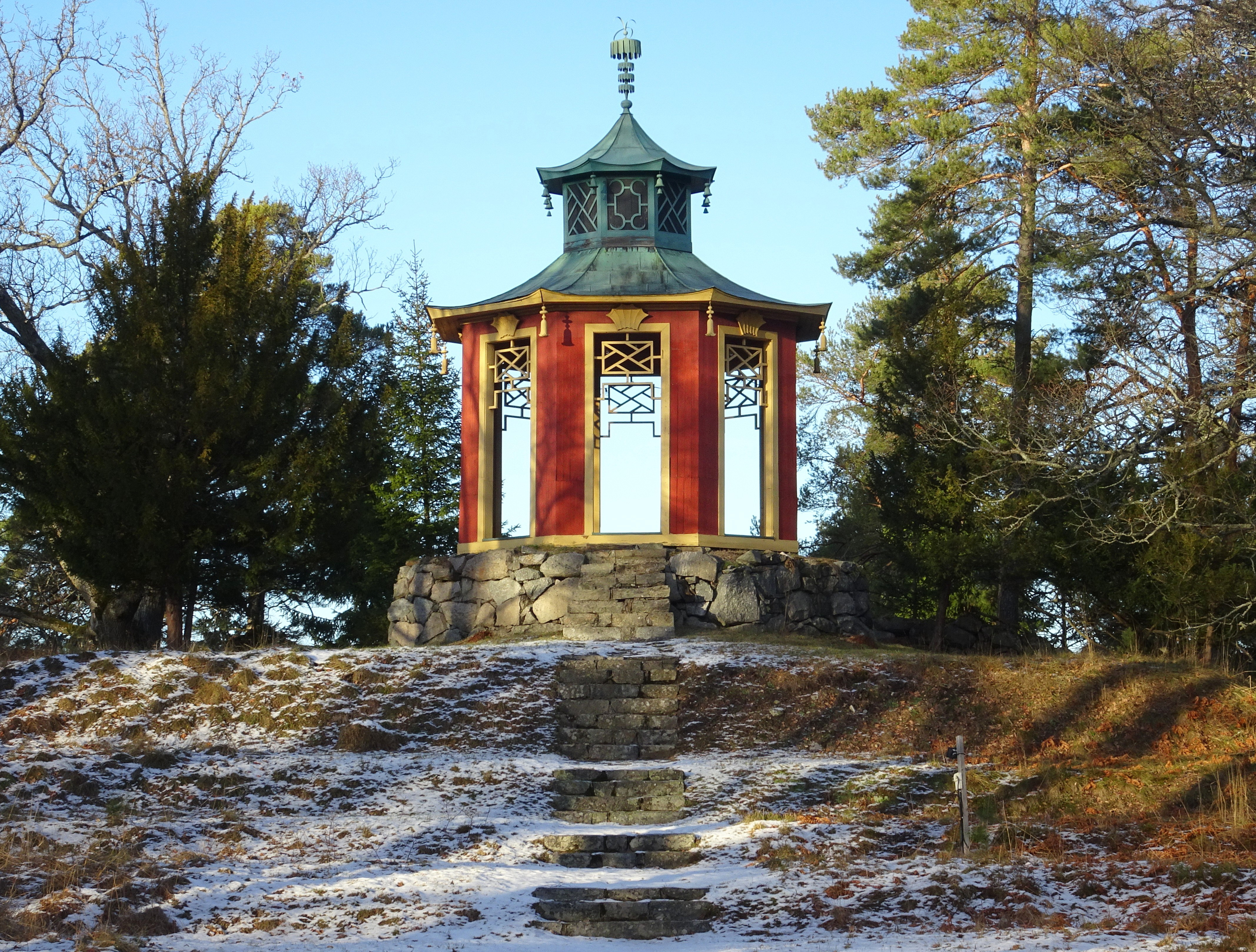
Kinesiska paviljongen.
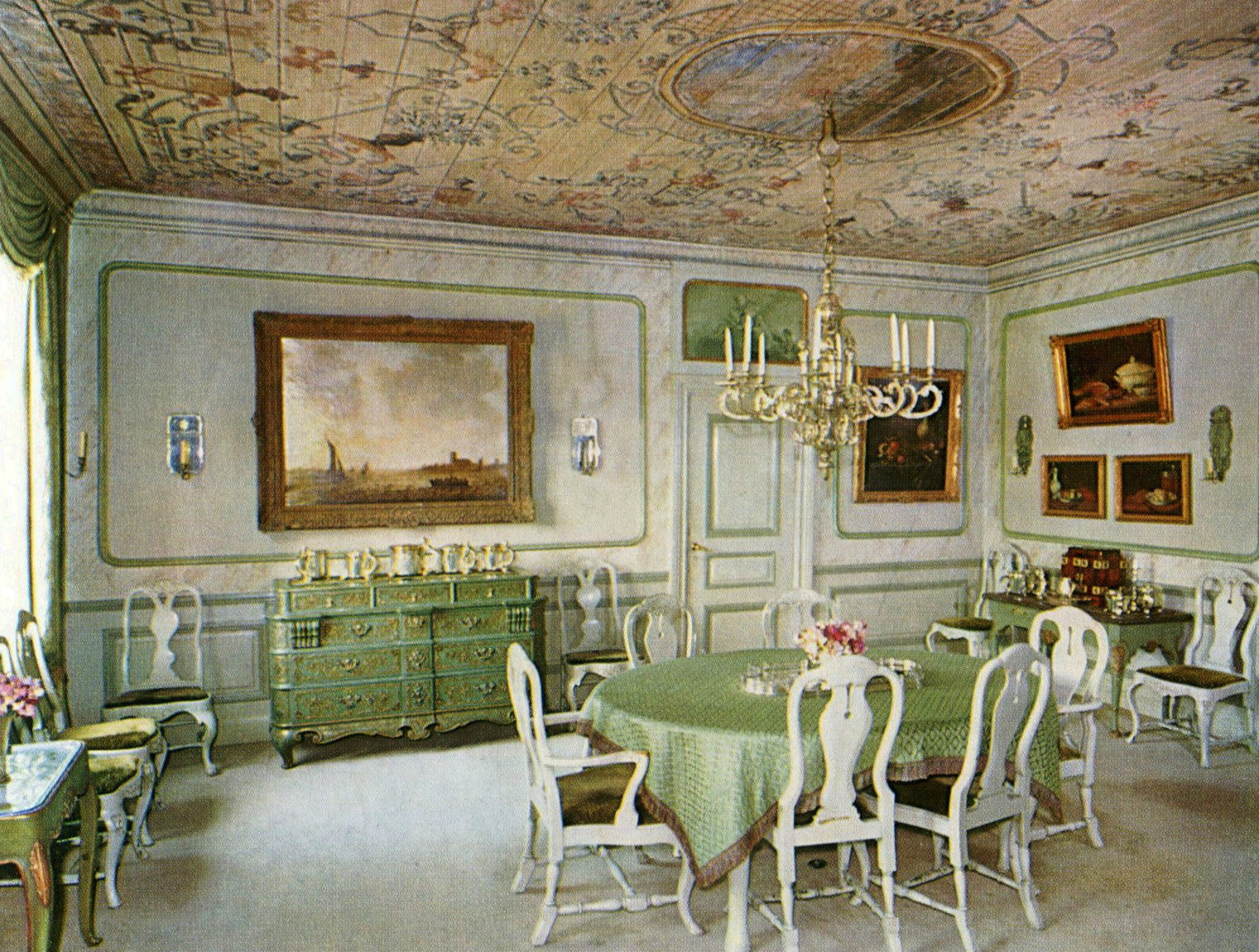
Beatelunds matsal, 1967.
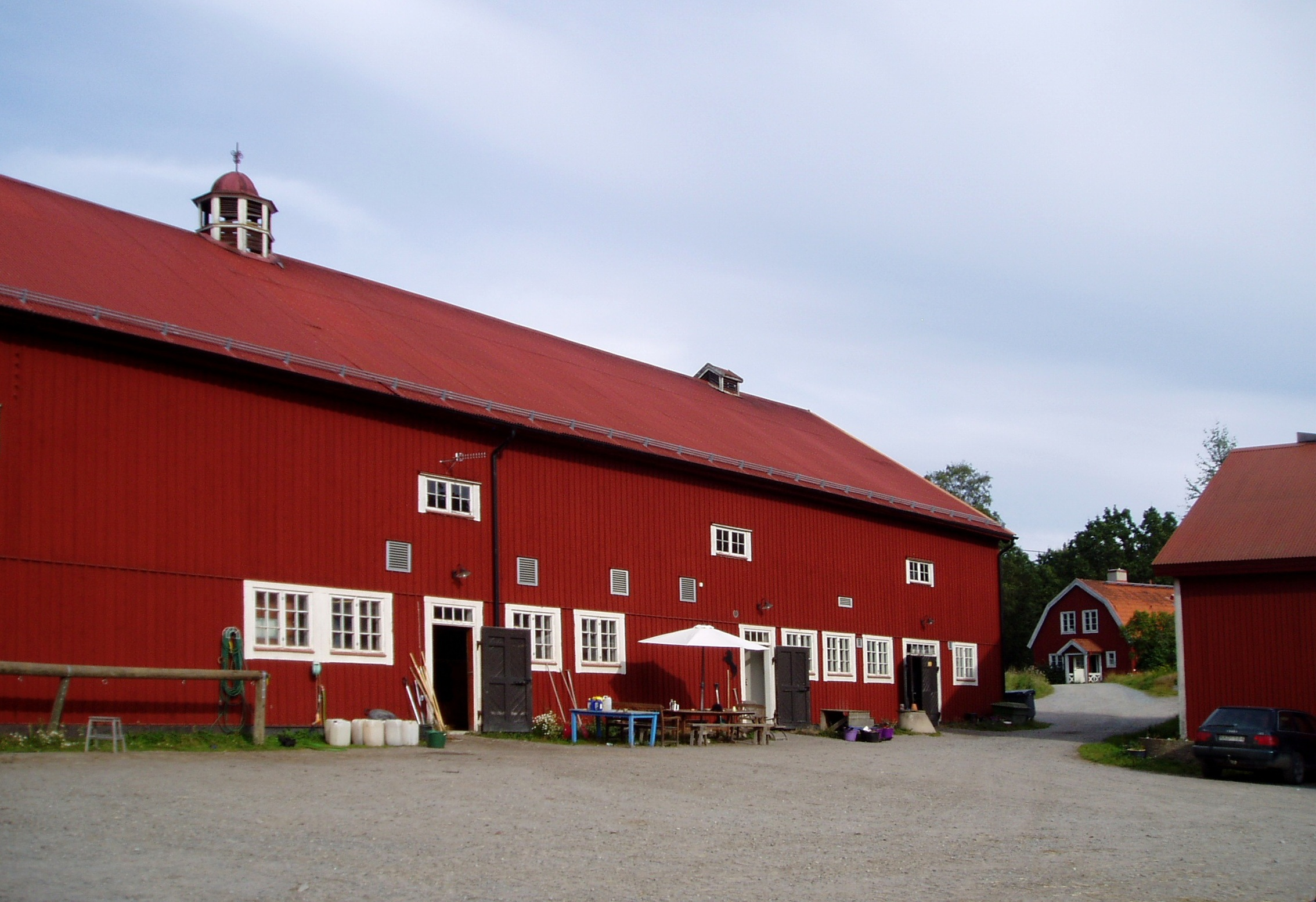
Beatelunds gårds stallänga, 2012.